# نیللی کریم
نیللی کریم (عربی: نيللي كريم؛ زادهٔ ۱۸ دسامبر ۱۹۷۴) هنرپیشه، مدل و بالرین اهل مصر است.
از فیلم‌ها یا برنامه‌های تلویزیونی که وی در آن نقش داشته است می‌توان به ۶۷۸ اشاره کرد.

## زندگی‌نامه
نیللی کریم دختر یک مادر روسی و یک پدر مصری است. تا سال ۲۰۲۰، او در بیش از ۳۰ فیلم و مجموعه تلویزیونی مصری ظاهر شده‌است.
نیللی در سال ۲۰۰۴ با دکتر هانی ابو نگا ازدواج کرد، اما آنها ۱۱ سال بعد در سال ۲۰۱۵ طلاق گرفتند، آنها چهار فرزند دارند، که آخرین آنها در سال ۲۰۱۱ به دنیا آمد.